# Ruimtetelescoop

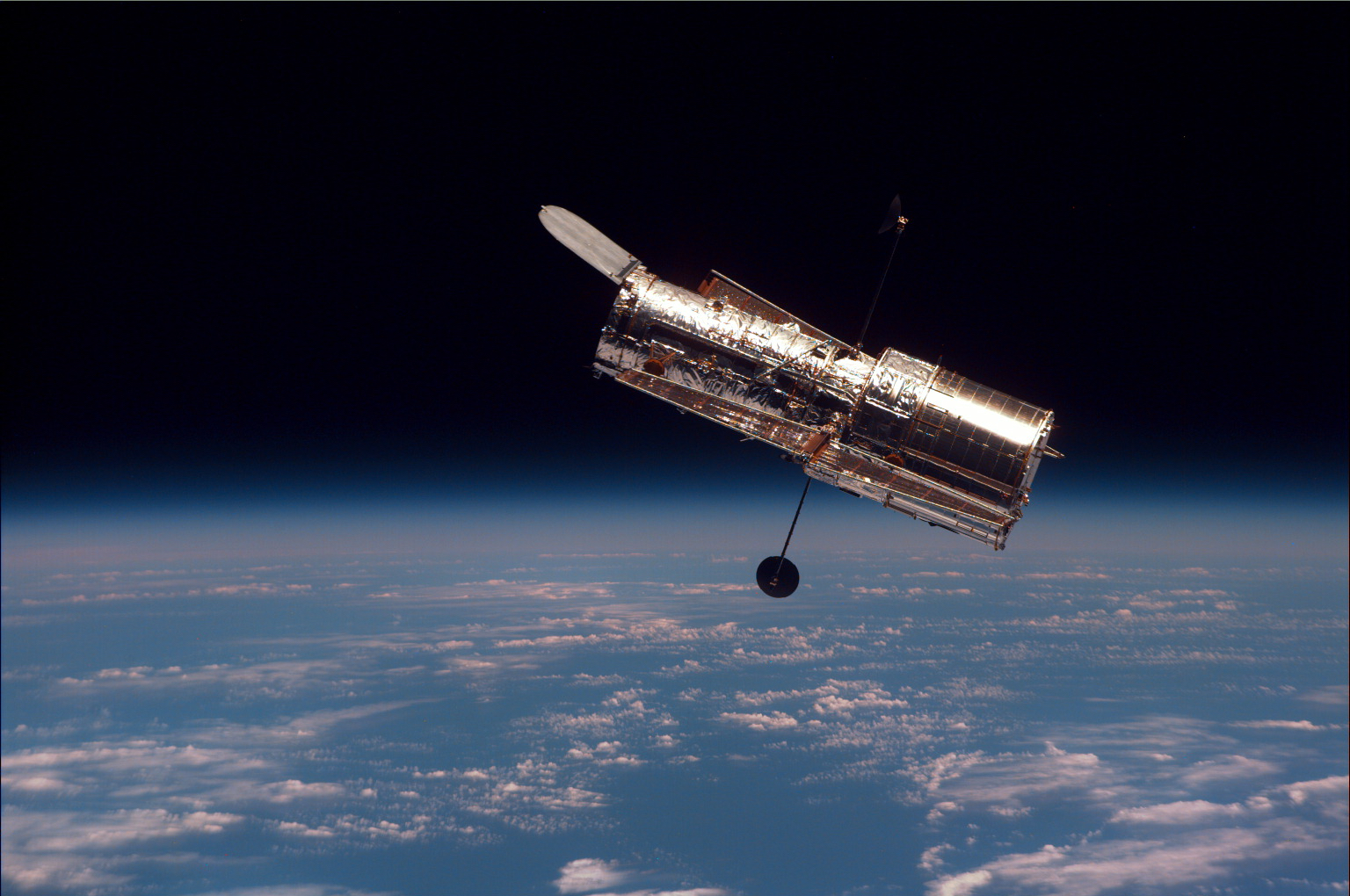
De ruimtetelescoop Hubble komt los van de spaceshuttle Discovery op ruimtevlucht STS-82 (februari 1997)

Een ruimtetelescoop is een telescoop die zich buiten de dampkring van de aarde bevindt. De bekendste ruimtetelescoop is de ruimtetelescoop Hubble.

## Mogelijkheden
Een ruimtetelescoop kan elektromagnetische straling zoals gammastraling, röntgenstraling en infraroodstraling waarnemen die op Aarde - door de beschermende dampkring - niet of slechts beperkt waargenomen kan worden. Ook bronnen van zichtbaar licht worden scherper afgebeeld buiten de dampkring.
Verdere mogelijkheden zijn de radio-interferometrie (zoals de HALCA, ook bekend als MUSES-B), en het detecteren van zwaartekrachtgolven (zie LISA).
Tevens heeft een ruimtetelescoop geen last van luchtturbulentie, bewolking, lichtvervuiling, of afwisseling van dag en nacht.
Een ruimtetelescoop is echter duurder door het transport naar de ruimte en moeilijker onderhoud aldaar. De diameter van bijvoorbeeld een spiegel wordt beperkt door de transportmogelijkheden. Door verschillende telescopen te laten samenwerken kan echter een virtuele grotere spiegeldiameter worden verkregen. Er zijn studies gaande voor een ruimtetelescoop bestaande uit vijf telescopen die op hetzelfde object gericht kunnen worden.
De meeste ruimtetelescopen bevinden zich in een omloopbaan rond de aarde, maar toekomstige ruimtetelescopen zullen steeds meer in de Lagrangepunten van de aarde geplaatst worden. Het SOHO bevindt zich nu reeds in het binnenste Lagrangepunt L1, van waaruit de zon ononderbroken kan worden bestudeerd. De sonde voor het onderzoek van de kosmische achtergrondstraling WMAP heeft een omloopbaan rond het Lagrangepunt L2, waar de gelijktijdige afscherming van de storende straling van de aarde en de zon mogelijk is.
Een derde mogelijkheid (naast de aarde en de Lagrangepunten) is een omloopbaan rond de zon, zoals de Spitzer Space Telescope.

## Lijst van de ruimtetelescopen (onvolledig)

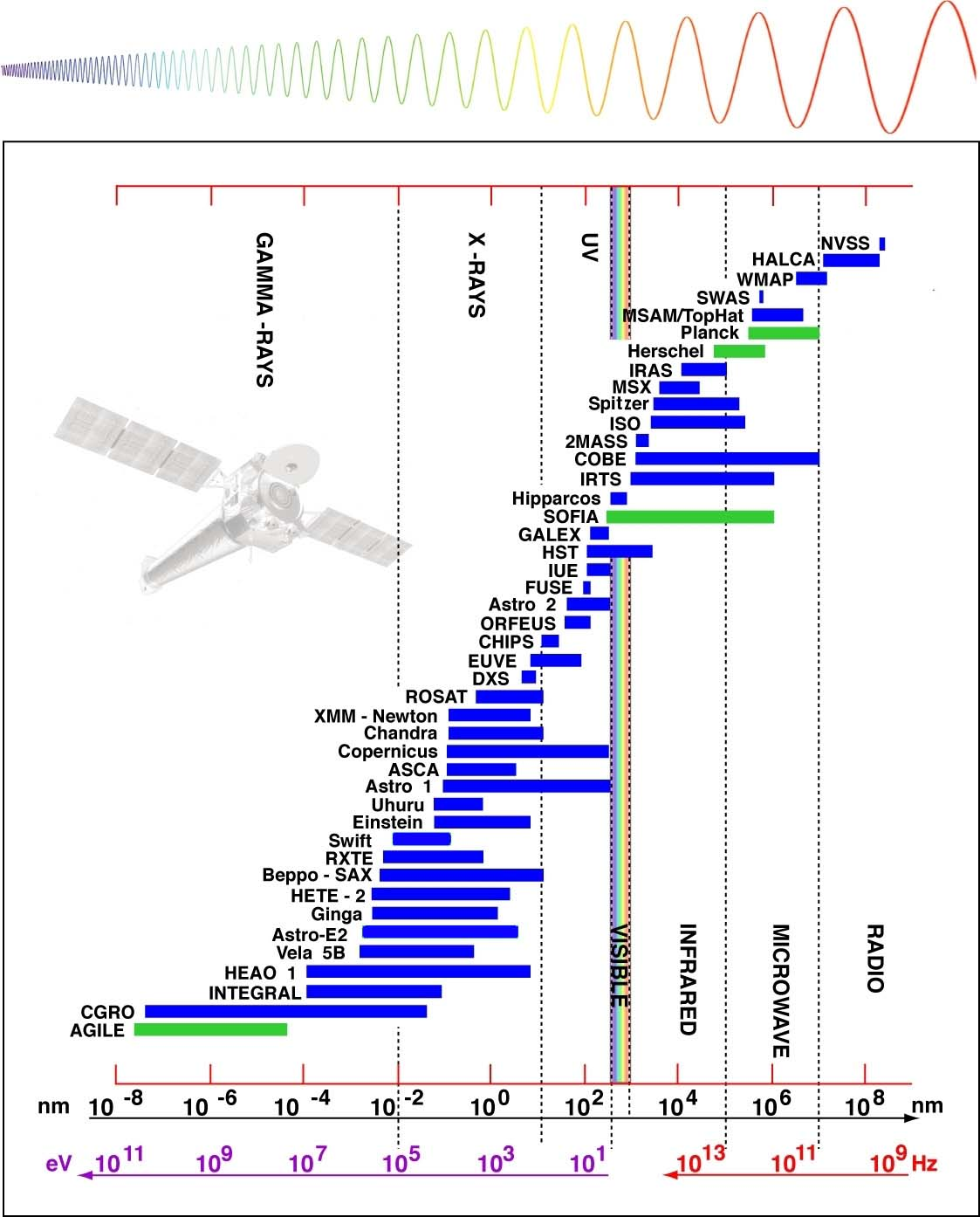
Ruimtetelescopen en hun golflengtebereik in 2005

| Name                                | Start                 | Einde           | Bereik                                      | Beheerder                  |
| ----------------------------------- | --------------------- | --------------- | ------------------------------------------- | -------------------------- |
| Uit dienst                          |                       |                 |                                             |                            |
| Radio Astronomy Explorer A / B      | juli 1968 / juni 1973 | / augustus 1977 |                                             | NASA                       |
| Uhuru (voorheen SAS-1)              | december 1970         | maart 1973      | röntgen                                     | NASA                       |
| Cos-B                               | augustus 1975         | april 1982      | gammastraling                               | ESA                        |
| International Ultraviolet Explorer  | januari 1978          | september 1996  | ultraviolet                                 | NASA, ESA, SERC            |
| Infrarood Astronomische Satelliet   | januari 1983          | november 1983   | infrarood                                   | NASA, NIVR, SERC           |
| Exosat                              | mei 1983              | april 1986      | röntgen                                     | ESA                        |
| COBE                                | november 1989         | 1993            | microgolven                                 | NASA                       |
| Hipparcos                           | augustus 1989         | maart 1993      | zichtbaar licht                             | ESA                        |
| Compton Gamma Ray Observatory       | april 1991            | juni 2000       | gammastraling                               | NASA                       |
| ROSAT                               | juni 1990             | februari 1999   | röntgen                                     | DLR                        |
| Yohkoh (voorheen Solar-A)           | augustus 1991         | december 2001   | röntgen                                     | ISAS                       |
| Infrared Space Observatory          | november 1995         | april 1998      | infrarood                                   | ESA                        |
| BeppoSax                            | april 1996            | april 2002      | röntgen                                     | ISA                        |
| EUVE                                | juni 1992             | januari 2001    | ultraviolet                                 | NASA                       |
| HALCA                               | februari 1997         | november 2005   | radiostraling                               | JAXA                       |
| FUSE                                | juni 1999             | juli 2007       | ultraviolet                                 | NASA                       |
| WMAP                                | juni 2001             | oktober 2010    | microgolven                                 | NASA                       |
| Galaxy Evolution Explorer           | april 2003            | juni 2013       | ultraviolet                                 | NASA                       |
| AKARI                               | februari 2006         | november 2011   | infrarood                                   | JAXA                       |
| Corot                               | december 2006         | juni 2014       | zichtbaar licht                             | CNES                       |
| Ruimtetelescoop Herschel            | mei 2009              | juni 2013       | infrarood                                   | ESA                        |
| Planck Observatory                  | mei 2009              | oktober 2013    | microgolven                                 | ESA                        |
| Suzaku (voorheen ASTRO-E)           | juli 2005             | september 2015  | röntgen                                     | JAXA                       |
| ASTRO-H                             | februari 2016         | maart 2016      | röntgen                                     | JAXA                       |
| LISA Pathfinder                     | december 2015         | juni 2017       | zwaartekrachtgolven                         | ESA, NASA                  |
| Kepler Space Observatory            | maart 2009            | oktober 2018    | zichtbaar licht                             | NASA                       |
| RadioAstron                         | juli 2011             | mei 2019        | radiostraling                               | Russian Astro Space Center |
| Spitzer Space Telescope             | augustus 2003         | januari 2020    | infrarood                                   | NASA                       |
| In dienst                           |                       |                 |                                             |                            |
| Ruimtetelescoop Hubble              | april 1990            |                 | zichtbaar licht                             | NASA, ESA                  |
| Solar and Heliospheric Observatory  | december 1995         |                 | zichtbaar licht, ultraviolet                | NASA, ESA                  |
| Chandra X-ray Observatory           | juli 1999             |                 | röntgen                                     | NASA                       |
| XMM-Newton                          | december 1999         |                 | röntgen                                     | ESA                        |
| INTEGRAL                            | oktober 2002          |                 | gammastraling                               | ESA                        |
| Swift                               | november 2004         |                 | gammastraling                               | Agenzia Spaziale Italiana  |
| STEREO                              | oktober 2006          |                 | ultraviolet                                 | NASA                       |
| Hinode                              | oktober 2006          |                 | zichtbaar licht, röntgen, ultraviolet       | JAXA                       |
| Fermi Gamma-ray Space Telescope     | juni 2008             |                 | gammastraling                               | NASA                       |
| Wide-field Infrared Survey Explorer | januari 2010          |                 | infrarood                                   | NASA                       |
| Gaia                                | juli 2014             |                 | zichtbaar licht                             | ESA                        |
| TESS-ruimtetelescoop                | april 2018            |                 |                                             | NASA                       |
| James Webb-ruimtetelescoop          | 2022                  |                 | zichtbaar licht, infrarood                  | NASA, ESA, CSA             |
| Euclid                              | juli 2023             |                 | zichtbaar licht, infrarood                  | ESA                        |
| Gepland                             |                       |                 |                                             |                            |
| PLATO                               | 2026                  |                 | zichtbaar licht, nabij infrarood            | ESA                        |
| Nancy Grace Roman-ruimtetelescoop   | 2026                  |                 | Wide field, Blauw tot bijna infrarood licht | NASA                       |
| ATHENA                              | 2031                  |                 | röntgenstraling                             | ESA                        |
| LISA                                | 2034                  |                 | zwaartekrachtgolven                         | ESA, NASA                  |